# Arthothelium
Arthothelium A. Massal. (plamiec) – rodzaj grzybów z rodziny plamicowatych (Arthoniaceae). Ze względu na współżycie z glonami zaliczany jest do grupy porostów.

## Systematyka i nazewnictwo
Pozycja w klasyfikacji według Index Fungorum: Arthoniaceae, Arthoniales, Arthoniomycetidae, Arthoniomycetes, Pezizomycotina, Ascomycota, Fungi.
Synonimy nazwy naukowej: Arthotheliomyces Cif. & Tomas., Mycarthothelium Vain.
Nazwa polska według W. Fałtynowicza.

## Gatunki występujące w Polsce
- Arthothelium ruanum (A. Massal.) Körb. 1861 – plamiec jasny
- Arthothelium spectabile A. Massal. 1852 – plamiec okazały

Nazwy naukowe na podstawie Index Fungorum. Nazwy polskie według checklist Fałtynowicza.